# Parafia Najświętszego Serca Jezusowego w Zajączkowie
Parafia Najświętszego Serca Jezusowego w Zajączkowie – jedna z 9 parafii rzymskokatolickich dekanatu tomaszowskiego diecezji radomskiej. Prowadzą ją księża diecezjalni.

## Historia
- Zajączków to wieś, która w XV w. stanowiła własność Mniszkowskich. Dzisięciny oddawano kolegiacie w Łęczycy. W XVI w. była własnością Zajączkowskich, a dziesięciny oddawano plebanowi w Sławnie, do którego należał Zajączków. Parafia erygowana została w 1944 przez bp. Jana Kantego Lorka. Drewniany kościół w Zajączkowie pw. Najświętszego Serca Jezusa, według projektu arch. E. Czyża, zbudowany został w latach 1937–1940 staraniem ks. Aleksandra Babskiego. Restaurację kościoła podjęto w 1978.

## Terytorium
- Do parafii należą: Bukowiec nad Pilicą, Grabowa, Holendry Grabowskie, Jawor, Jawor-Kolonia, Mniszków, Obarzanków-Strugi, Duży Potok, Syski, Wydraków, Zajączków[1].

## Proboszczowie
- 1938–1944 – ks. Aleksander Babski
- 1944–1949 – ks. Józef Wawer
- 1949–1954 – ks. Władysław Sender
- 1954–1959 – ks. Wacław Dudkiewicz
- 1959–1962 – ks. Tadeusz Podkowa
- 1962–1965 – ks. Józef Lipidalski
- 1965–1968 – ks. Edward Jończyk
- 1968–1973 – ks. Jerzy Smerda
- 1973–1977 – ks. Kazimierz Knez
- 1977–1987 – ks. Adam Nowak
- 1987–1995 – ks. Jan Medaj
- 1995–1999 – ks. Andrzej Rdzanek
- 1999–2003 – ks. Ireneusz Wiktorowicz
- 2003–2009 – ks. Grzegorz Opalski
- 2009–2016 – ks. Jan Pękacz
- 2016–2019 – ks. Radosław Furmański
- od 2019 – ks. Dariusz Sadkowski